# 女ルポライター水上結花
『女ルポライター水上結花』（おんなルポライターみずかみゆか）は、1993年にテレビ朝日系「土曜ワイド劇場」で放送されたテレビドラマシリーズ。全2回。主演は伊藤かずえ。

## キャスト

### 主要人物
水上結花
演 - 伊藤かずえ
中央スポーツ新聞社のルポライター。幼い頃に両親を亡くし、香具師の祖父に育てられた。
矢尾板義俊
演 - 石倉三郎
結花の祖父の死後、跡を継いで光世産業を創設する。
五十嵐次長
演 - 長谷川哲夫
中央スポーツ新聞社の次長。

### ゲスト
第1作『南紀殺人回流 美談の主が殺された! 美人ライターが追う、2人の父の裏の顔』
- 景山睦子（美音子の母） - 山口美也子
- 浅倉精作（本庁の刑事） - 竹内力
- 景山美音子（結花の大学の後輩） - 坂上かおり
- 景山光基（美音子の父） - 下條アトム
- 小室利久（倒れ込んだ老女を助けた男性） - 西田健
- 後藤有三（小室に助けられた老女の夫） - 村田正雄
- 並木周治（美音子の恋人） - 田中優樹
- 井口昌一（小室が老女を助けた時に側にいた男） - 山口仁
- 宇野庸子（小室の遠縁） - 本山可久子
- 福島警部（本庁の警部） - 山本清
- 尾川郁子（井口の姉） - 藤山律子
- 伊藤大蔵（睦子の父） - 永井秀明
- 景山茂樹（美音子の弟） - 石井寧
- 勝鬨署の刑事 - 萩原信二
- 光基の同僚の医師 - 伊藤和晃
- 蕎麦屋の主人 - 山浦栄
- 煎餅屋の主人 - 泉福之助
- 矢尾板の部下 - 村添豊徳
- 山崎満、伊東あつ子、小早川進一、御友公喜、大石きよみ、小甲登枝恵、藤田万理、八神徳幸、須藤為五郎、小野寺弘之、沖西章太郎、千田孝康、安良岡信一、花城清江、井口晴貴、菅原一之

第2作『ブルートレインはやぶさ殺人事件 東京発18時16分、深夜特急に密室トリック!』
- 関康行（『はやぶさ』の乗客） - 布施明
- 吉原警部補 - 下川辰平
- 伊吹美希（杉山の秘書） / 大堀房子（圭子の姉） - 未來貴子
- 大堀圭子（杉山に強請りをさせていた女） - 宮本裕子
- 野口霧子（小暮の同棲相手が働いていたクラブのママ） - 藤田美保子
- 杉山正昭（大江戸新聞の社長） - 伊藤高
- 小暮保（光世産業の社員） - 福田健次
- 原健太（小暮の同僚） - 神田瀧夢
- 山崎刑事 - 花村誠一郎
- 『はやぶさ』の車掌 - 千田孝康
- 醍醐貢介、有川小夜子、会津直子、辻本厚子、満山恵子、沼崎悠、小野寺弘之、百地千寿、松尾晶代、向井裕子、吉田美穂、浜田真帆、須藤為五郎、平井一幸、海野つよ志、桜井敏雄、柳亭風枝、三増巳也、源氏このみ

## スタッフ
- 原作 - 福田洋
- 脚本 - 原教子、石倉保志
- 監督 - 辻理
- 演出 - 小松範任
- 制作 - テレビ朝日

## 放送日程
| 話数 | 放送日        | サブタイトル                                                           | 原作                               | 脚本     | 監督     | 視聴率 |
| ---- | ------------- | ---------------------------------------------------------------------- | ---------------------------------- | -------- | -------- | ------ |
| 1    | 1993年1月30日 | 南紀殺人海流 美談の主が殺された! 美人ライターが追う、2人の父の裏の顔   | 『南紀殺人海流』                   | 原教子   | 辻理     | 14.9%  |
| 2    | 1993年8月7日  | ブルートレインはやぶさ殺人事件 東京発18時16分、深夜特急に密室トリック! | 『ブルートレイン特急富士殺人事件』 | 石倉保志 | 小松範任 | 14.5%  |